# Palaeacarus kamenskii
Palaeacarus kamenskii (лат.) — вид панцирных клещей семейства Palaeacaridae из надотряда акариформные. Встречаются в северной Палеарктике, в том числе: Украина, Беларусь, в России от Московской области до Приморского края. Микроскопического размера клещи, длина менее 1 мм (длина 430—470 мкм, ширина 210—230 мкм). Обитает в лесной подстилке и в почве до глубины в 10 см. Трихоботрии нитевидные. На гисторосоме три нотогастральных склерита. На лапках по 2 коготка. Мелкие бледноокрашенные клещи (белые или жёлтые), часто покрыты длинными чёрными щетинками. Ноги 6-члениковые. Щелевидные органы и жировые железы отсутствуют.